# Petit-Mars
Petit-Mars (bretonisch: Kervac’h) ist eine französische Gemeinde mit 3.865 Einwohnern (Stand: 1. Januar 2022) im Département Loire-Atlantique in der Region Pays de la Loire. Petit-Mars gehört zum Arrondissement Châteaubriant-Ancenis und zum Kanton Nort-sur-Erdre. Die Einwohner werden Marsien(ne)s genannt.

## Geografie
Petit-Mars liegt etwa 25 Kilometer nordöstlich von Nantes. Der Fluss Erdre begrenzt die Gemeinde im Westen. Umgeben wird Petit-Mars von den Nachbargemeinden Les Touches im Norden, Ligné im Osten, Saint-Mars-du-Désert im Süden und Südosten, Sucé-sur-Erdre im Südwesten sowie Nort-sur-Erdre im Westen.
Durch die Gemeinde führt die frühere Route nationale 178 (heutige D178).

## Bevölkerungsentwicklung
| Jahr      | 1962 | 1968 | 1975 | 1982 | 1990 | 1999 | 2006 | 2017 |
| Einwohner | 1062 | 1086 | 1204 | 1800 | 2309 | 2438 | 3269 | 3601 |

## Sehenswürdigkeiten

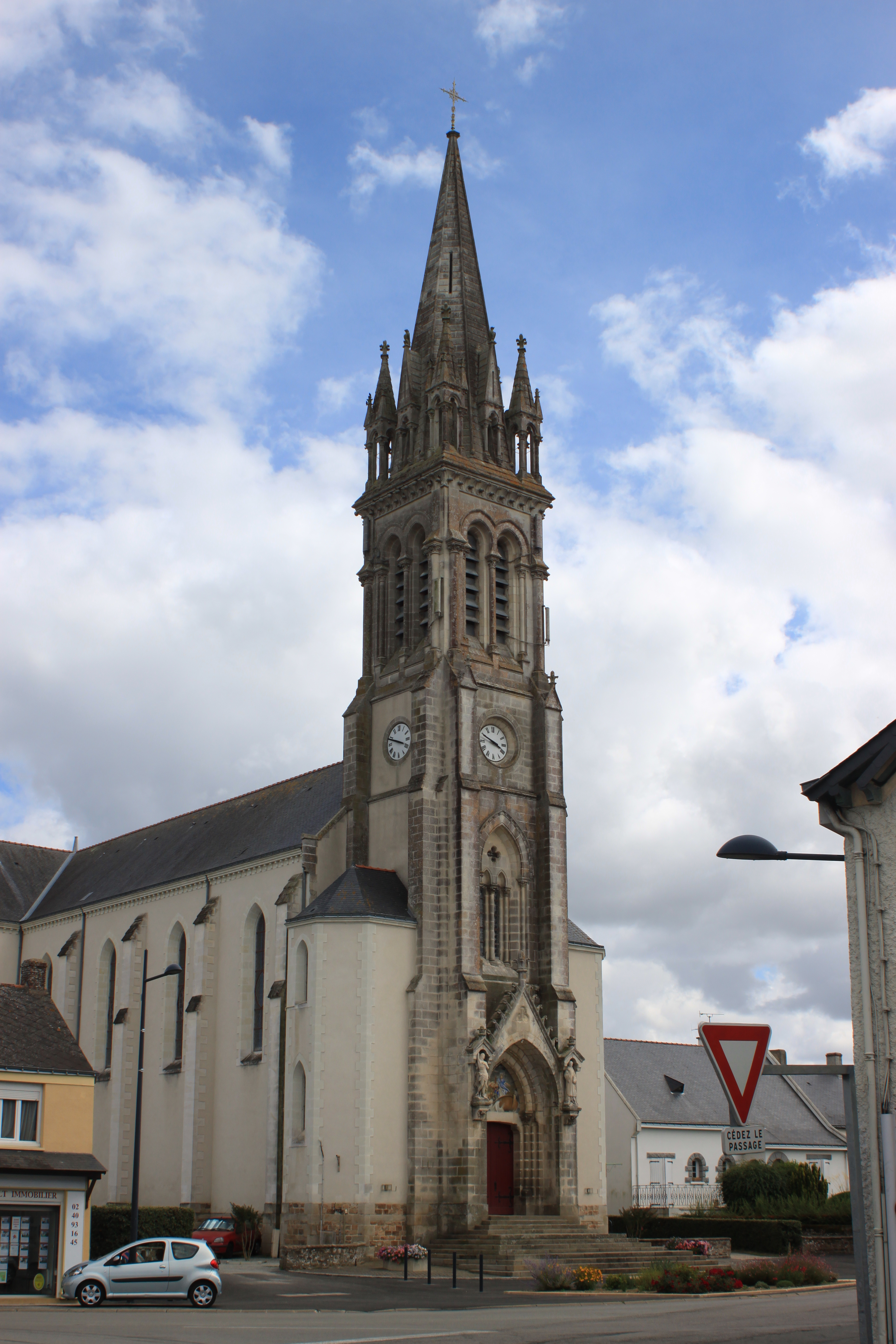
Kirche Saint-Pierre

- Kirche Saint-Pierre, 1878 bis 1900 erbaut
- Calvaire
- Schloss Ponthus aus dem 18./19. Jahrhundert z. T. auf dem Gebiet der früheren Burg erbaut
- Herrenhäuser Breil, Le Breil und La Pommeraye
- Zahlreiche alte Häuser
- Alte Mühlen
- Hippodrom

## Persönlichkeiten
- Kevin Staut (* 1980), Springreiter, dessen Pferde vom hiesigen Gestüt Haras de Hus kommen